# 城崎ロープウェイ

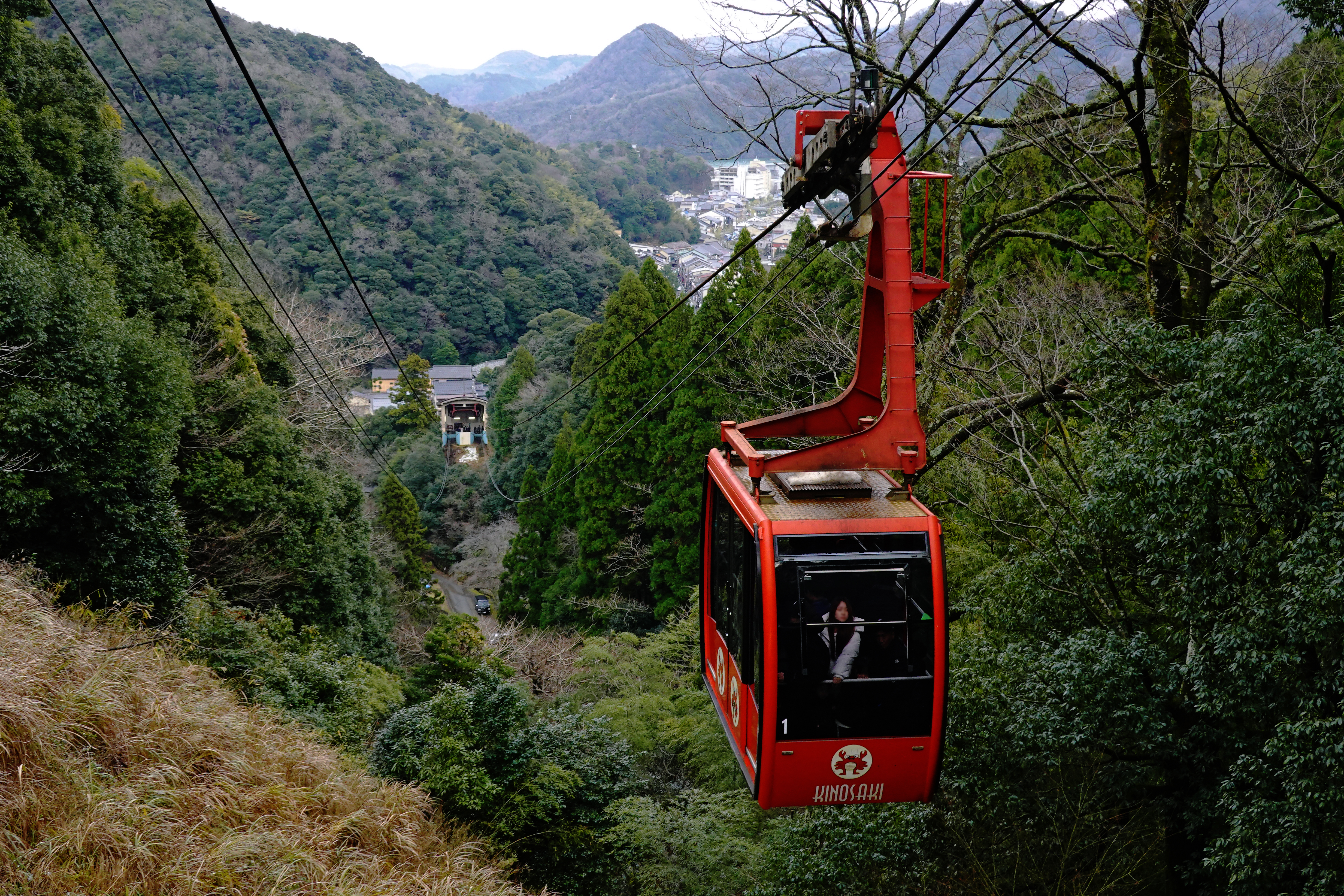
城崎ロープウェイ

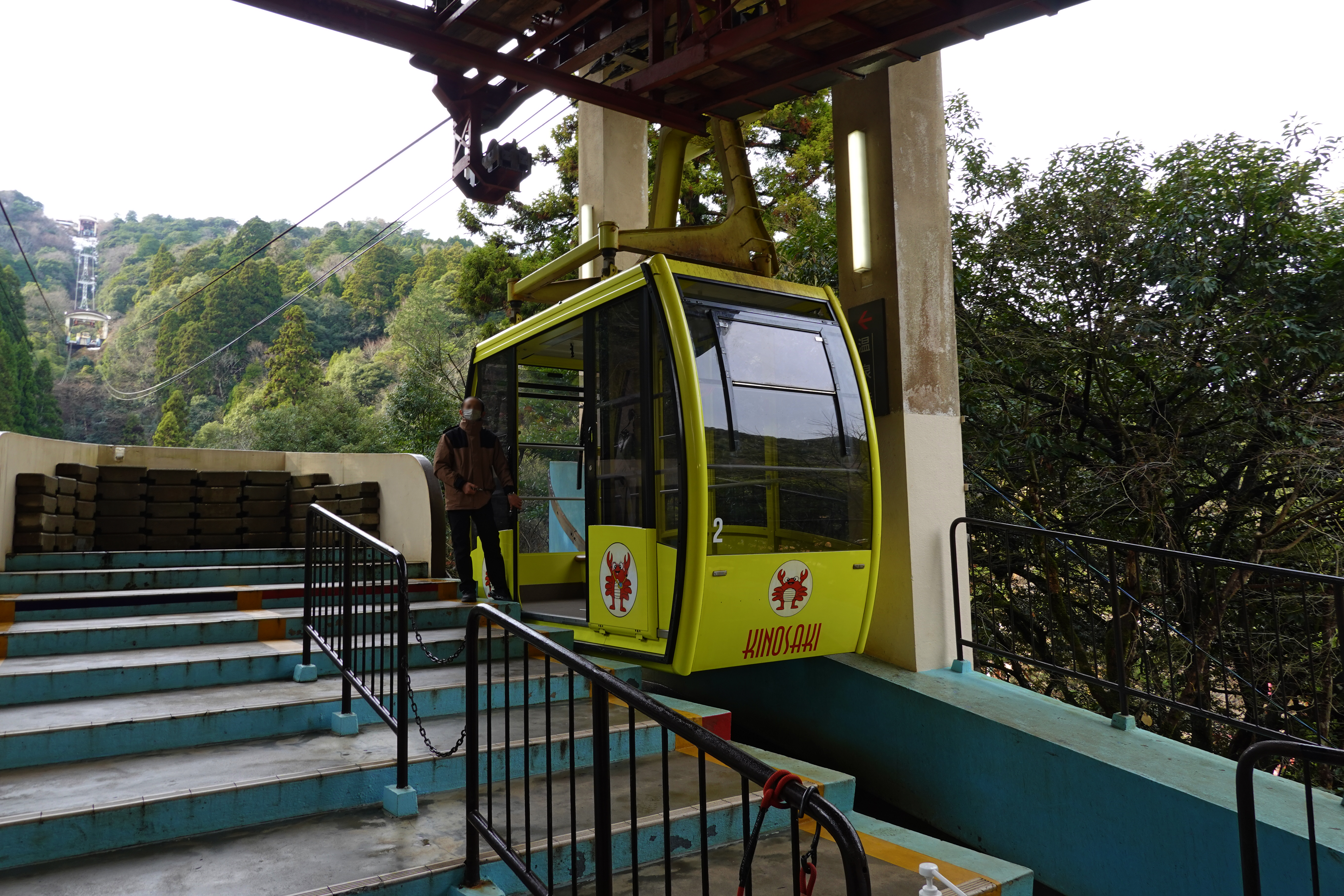
山麓駅ホーム

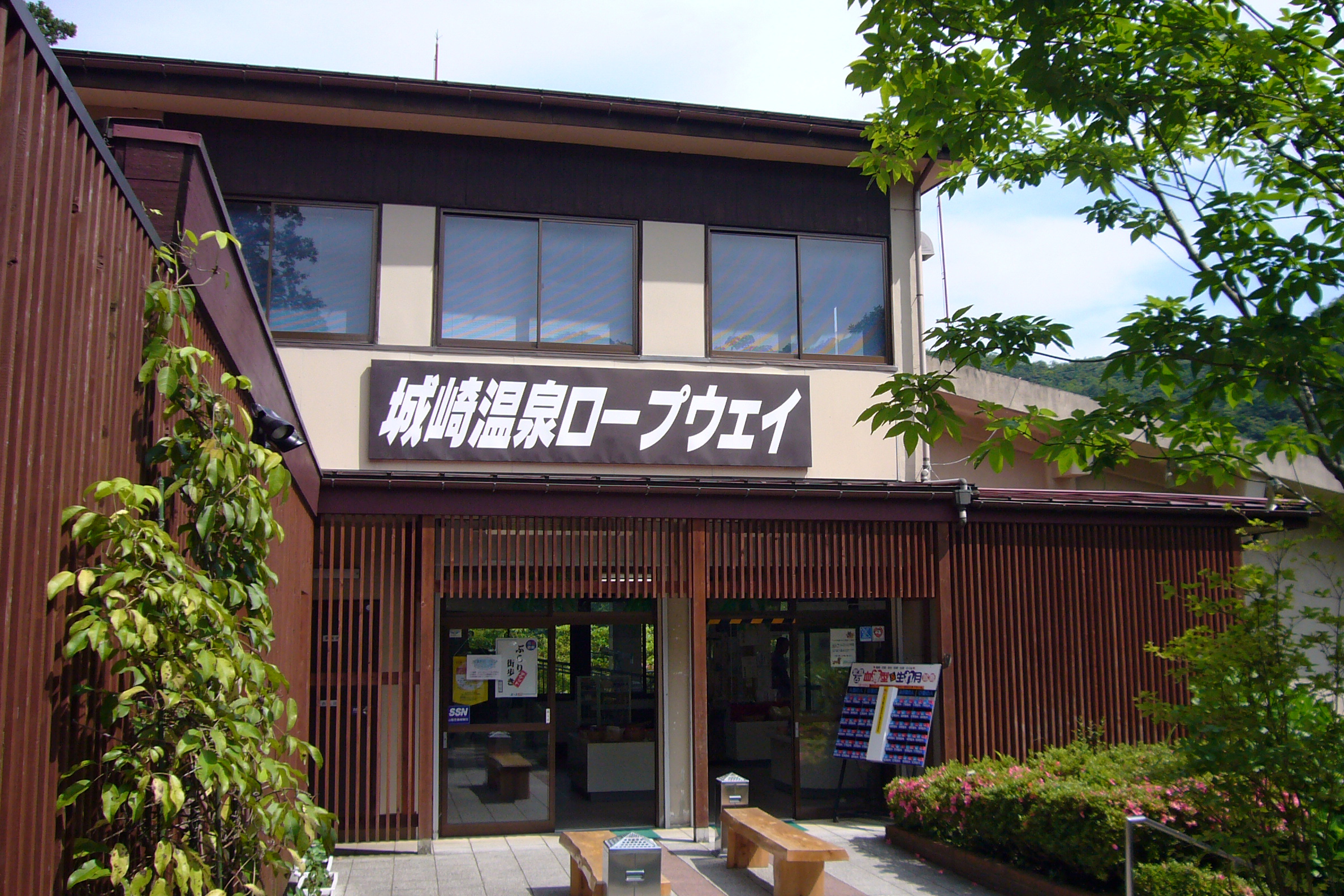
山麓駅舎

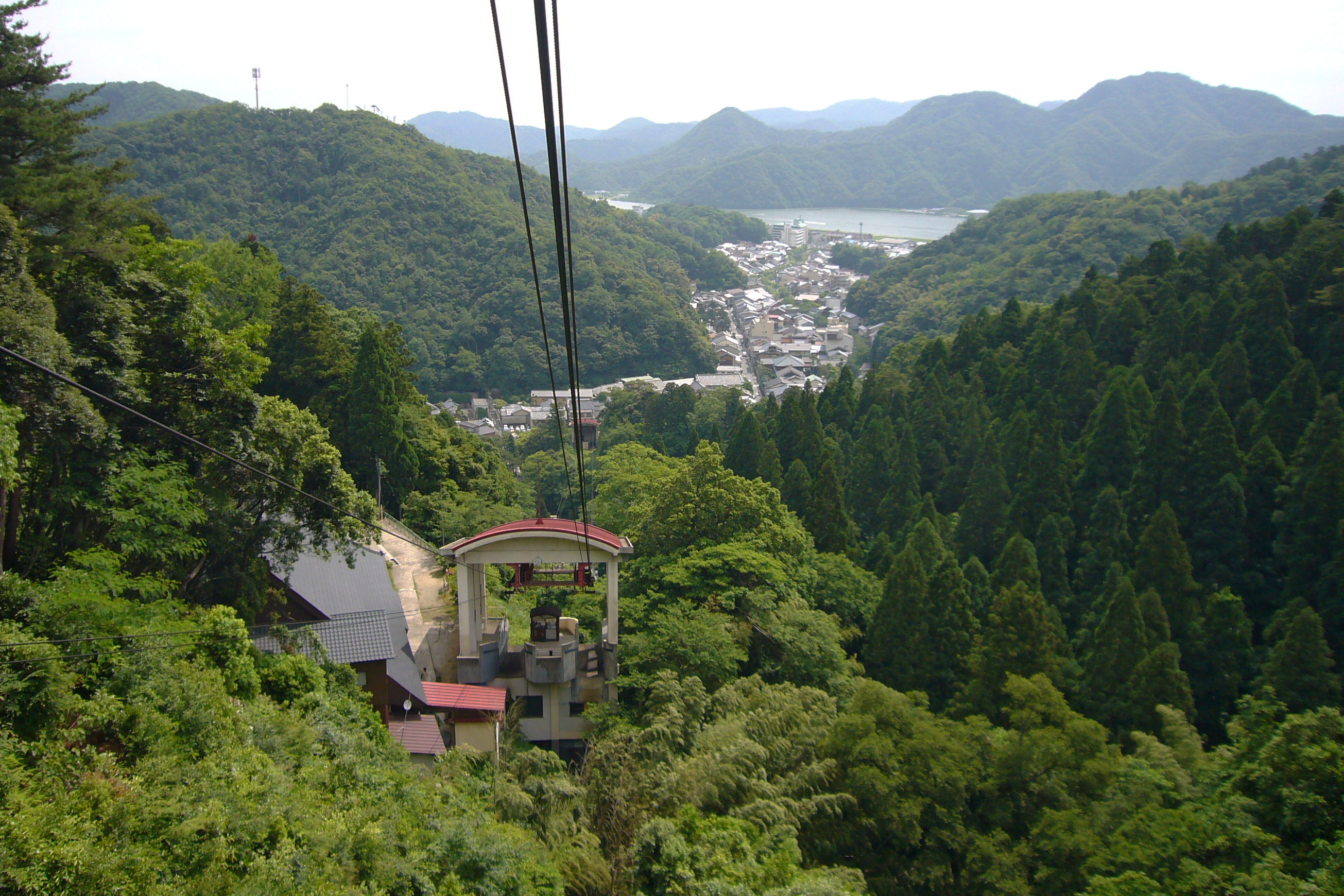
温泉寺駅

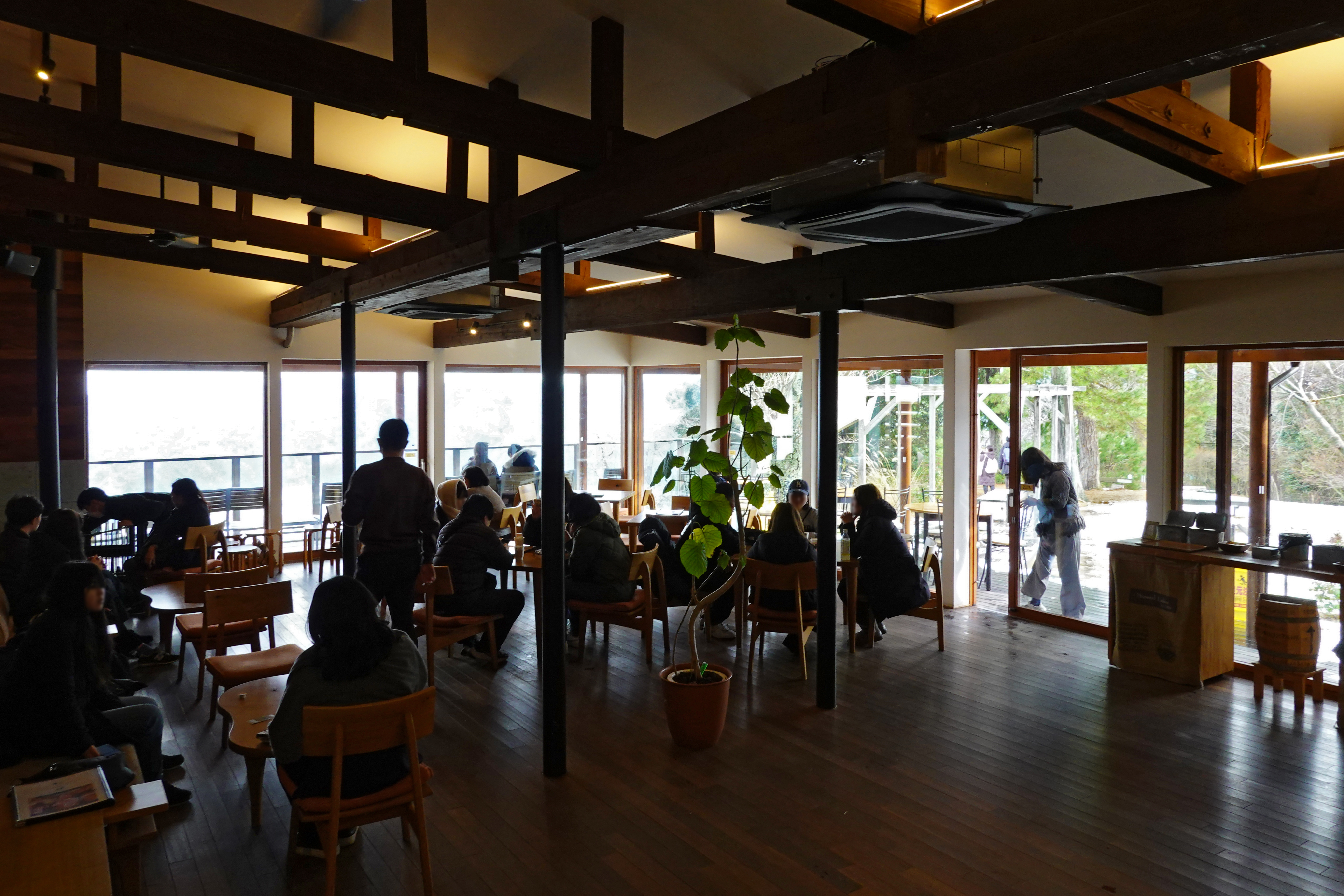
山頂駅に隣接する
「城崎珈琲みはらしテラスカフェ」

城崎ロープウェイ（きのさきロープウェイ）は、兵庫県豊岡市の城崎温泉街と大師山山頂を結ぶ城崎観光の索道（ロープウェイ）である。通称は城崎温泉ロープウェイ（きのさきおんせんロープウェイ）。公式ウェブサイトや旅客案内などではこの名称が使用される。3つの駅舎は登録有形文化財（建造物）に登録されている。

## 概要
関西電力初代社長を務めた太田垣士郎の発案により、関西電力、関電産業（現在の関電アメニックス）、阪急電鉄、城崎町（現在の豊岡市）、地元有志によって建設が進められ1963年5月26日に開業した。山頂と山麓の駅のほか、温泉寺の中心伽藍と城崎美術館がある山腹に中間駅（温泉寺駅）が設けられている（交走式ロープウェイでは日本で唯一）。ロープウェイ乗り場横には太田垣士郎資料館がある。

## 路線データ
- 索道の種類：3線交走式[2]
- 傾斜長：676メートル[2][5]
- 水平長：641メートル
- 最大高低差：201メートル[2]
- 最高運転速度：3メートル毎秒[2]
- 片道所要時間：7分[2]
- 支柱の数 - 2基[2]
- 搬器（ゴンドラ）
  - メーカー：CWA製（2002年更新）[2]
  - 定員：31人[2]

## 運行ダイヤ等
運行ダイヤ
- 運行時間
  - 始発：9時10分、最終：16時50分（山麓発）、17時10分（山頂発）
- 運休日：毎月第2・第4木曜日（祝日は営業）

接続交通機関
- 山麓駅は路線バスの接続がないため、西日本旅客鉄道（JR西日本）山陰本線城崎温泉駅から徒歩（約20分）あるいはタクシーでの移動となる[7]。　また、これとは別に山麓駅とロープウェイ登り口の間には100段近くの階段がある（バリアフリー非対応）[7]。

## 駅一覧
- 山頂駅（大師山上駅・北緯35度37分21.7秒 東経134度47分50.1秒） - 1962年竣工、鉄筋コンクリート造2階建、建築面積187平方メートル、登録有形文化財[8]、標高231m[1]、駅周辺：温泉寺奥の院、城崎珈琲みはらしテラスカフェ、かに塚、山頂駅舎屋上展望台、吉田兼好歌碑
- 中間駅（温泉寺駅・北緯35度37分26.2秒 東経134度48分1.7秒） -  1962年竣工、鉄筋コンクリート造2階建、建築面積141平方メートル、登録有形文化財[9]、標高98m、駅周辺：温泉寺[2]、城崎美術館[2]
- 山麓駅（城崎温泉駅・北緯35度37分30.8秒 東経134度48分13.8秒） -  1962年竣工、鉄骨造2階建及び鉄筋コンクリート造平屋一部地下1階建、建築面積309平方メートル、登録有形文化財[10]、標高31m、駅周辺：太田垣士郎資料館、温泉寺山門と薬師堂、薬師の湯飲泉場、薬師ポケットパーク、有島武郎の歌碑